# Xeronycteris vieirai
Xeronycteris vieirai és una espècie de ratpenat de la família dels fil·lostòmids que fou descoberta el 2005 per Gregorin i Ditchfield. Només ha estat vista a tres localitats del nord-est del Brasil i és l'única espècie del gènere monotípic Xeronycteris.